# الأمل (جريدة تونسية)
صحيفة الأمل هي صحيفة يومية عربية صدرت في تونس . كانت موجودة بين عامي 1934 و1988.

## التاريخ والملف الشخصي
تأسست صحيفة الأمل في عام 1934. كانت هذه الصحيفة اليومية هي لسان حال حزب الدستور الجديد.
كان لدى الأمل مطبوعة شقيقة،وهي صحيفة العمل ، وهي صحيفة يومية فرنسية. وكان مقر كلتا الصحيفتين في تونس.
أُغلقَت جريدة الأمل في عام 1988 وخلفاها جريدة الحرية، وهي صحيفة يومية عربية أخرى.